# Ткемлована (Карельский муниципалитет)
Ткемлована (груз. ტყემლოვანა) — село в Грузии, на территории Карельского муниципалитета края (мхаре) Шида-Картли.

## География
Село находится в центральной части Грузии, на берегах реки Ткемлованисцкали (правый приток реки Дзамы), на расстоянии приблизительно 22 километров (по прямой) к юго-западу от города Карели, административного центра муниципалитета. Абсолютная высота — 1219 метров над уровнем моря.

## Население
По результатам официальной переписи населения 2014 года, в Ткемловане проживало 11 человек (10 мужчин и 1 женщина). В национальной структуре населения грузины составляли 90,9 %, осетины — 9,1 %.
| Год  | Население, человек |
| ---- | ------------------ |
| 2002 | 21                 |
| 2014 | ↘ 11               |